# N'zeto flygplats
N'zeto flygplats är en flygplats i Angola. Den ligger i den nordvästra delen av landet, 180 km norr om huvudstaden Luanda. N'zeto flygplats ligger 20 meter över havet.
Terrängen runt N'zeto flygplats är platt. Havet är nära N'zeto flygplats åt sydväst. Närmaste större samhälle är Nzeto, 3,2 km norr om N'zeto flygplats.
Omgivningarna runt N'zeto flygplats är en mosaik av jordbruksmark och naturlig växtlighet. Runt N'zeto flygplats är det mycket glesbefolkat, med 7 invånare per kvadratkilometer.